# Bloemendalergouw

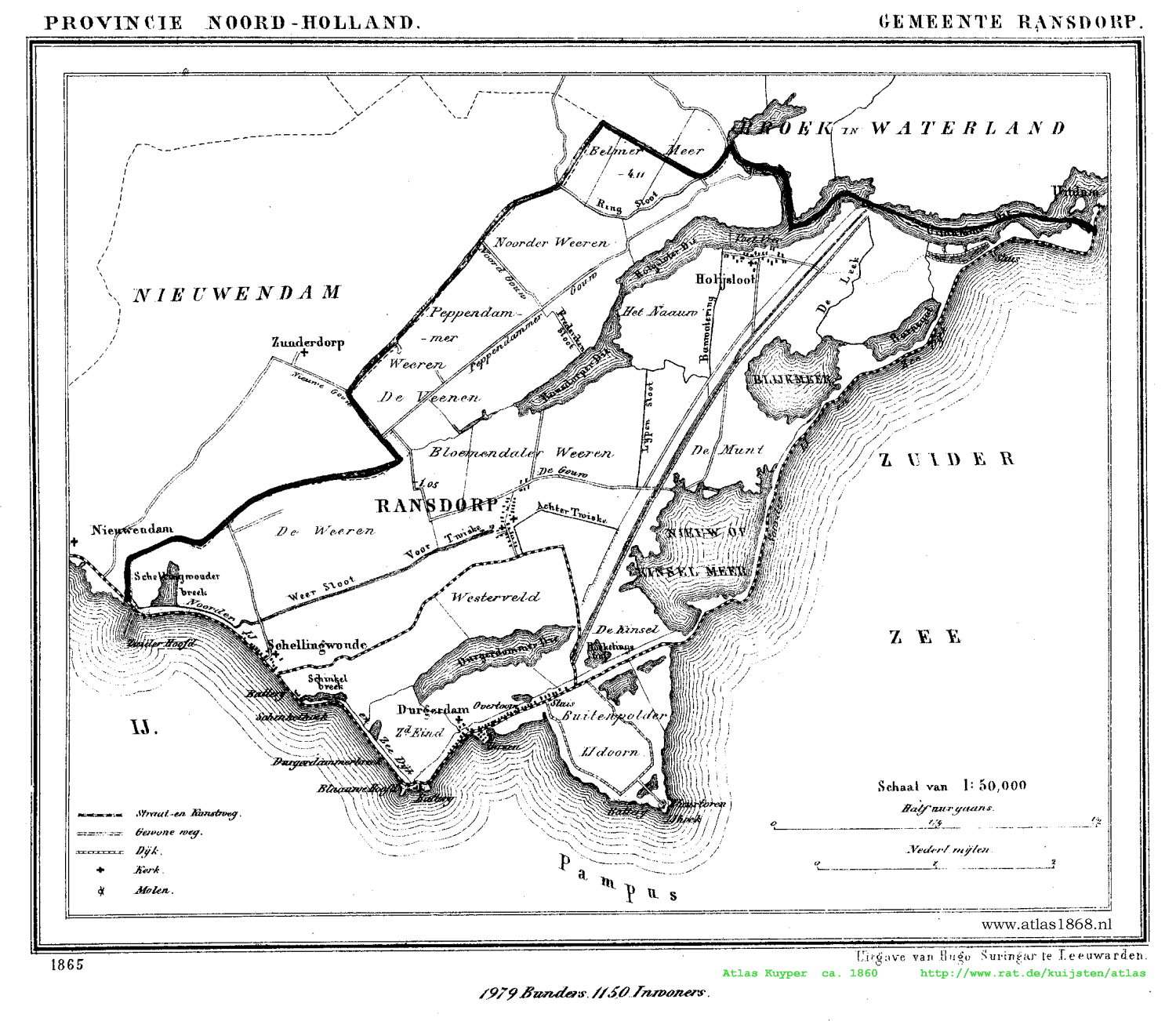
Kaart Ransdorp met De Gouw tussen Ransdorp en de noordoever van het Kinselmeer (1865)

De Bloemendalergouw is een weg in Landelijk Noord in Amsterdam-Noord.

## Weg
De straatnaam vernoemd bij een raadsbesluit van 10 juli 1957 verwijst niet naar het bekende Noord-Hollandse Bloemendaal, maar naar de Bloemendaler Weeren, een landelijk gebied of kwartier ten noorden van Banne Ransdorp, dat hier lag. Gouw is een oude uitdrukking voor landweg. Die landweg liep van het noorden van de Dorpsweg Ransdorp naar de Zuiderzee. Het laatste stuk is weggeslagen bij een dijkdoorbraken in de vroege 19e eeuw (waarschijnlijk die van 1825). Een kaart uit 1800 laat nog een doorlopend weggetje zien, een kaart van 1865 liet zien dat de weg toen eindigde op het Kinselmeer, al heette het weggetje toen De Gouw.
Tegenwoordig (2024) loopt de Bloemendalergouw al tijden vanuit Ransdorp naar het Kinselmeer om vervolgens naar het noorden toe te eindigen in Holysloot. Dat laatste stuk loopt naast een restant van het nooit voltooide Goudriaankanaal en had de naam Kanaalweg.

## Bruggen
De weg loopt door waterrijk gebied en gaat vergezeld van sloten langs en dwars op de weg. Er zijn talloze bruggetjes naar boerderijen dan wel landerijen, maar er zijn slechts drie officieel genoteerd:
- brug 1783 voert over een duiker nabij Bloemendalergouw 8
- brug 309 is een vaste brug over de Jan Massensloot

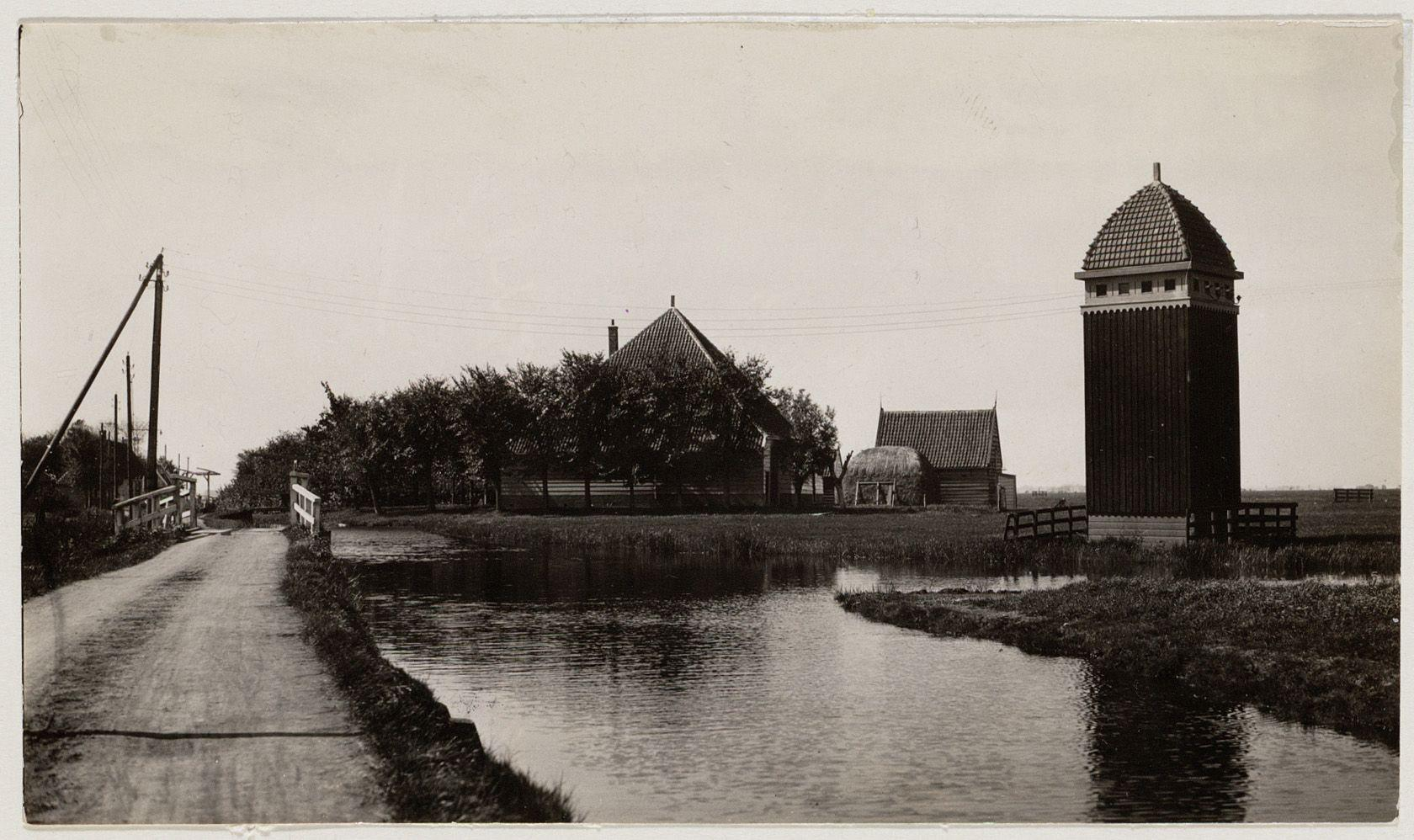
Bloemendalergouw met brug 309/310 in 1922; het transformatorhuis rechts is later gesloopt

- brug 2462, genaamd Kanaalpost.